# Полуэктов, Ратмир Александрович
Ратмир Александрович Полуэктов (14 апреля 1930, Ленинград — 27 марта 2012, Санкт-Петербург) — российский учёный, один из основателей советской школы математического моделирования в биологии и агроэкологии.

## Биография
Родился в семье потомственных петербургских интеллигентов. Его отец, Александр Николаевич Полуэктов, работал главным инженером Ленинградского фарфорового завода им. Ломоносова. Во время блокады семья Полуэктовых оставалась в осажденном Ленинграде, и только весной 1942 года находящегося в последней стадии истощения Ратмира вывезли из Ленинграда по Дороге жизни.
После окончания школы Р. А. Полуэктов поступил в Ленинградский политехнический институт им. М. И. Калинина, и в 1954 году окончил основанную А. И. Лурье кафедру «Механика и процессы управления» физико-механического факультета ЛПИ. С 1954 по 1961 работал в НПО им. Климова, занимаясь разработкой систем автоматического регулирования вертолетных двигателей, с 1961 по 1967 год — профессор той же кафедры в ЛПИ.
В 1958 году в Ленинградской академии военно-воздушных сил защитил диссертацию на соискание учёной степени кандидата технических наук. В 1966 году в ЛПИ защитил диссертацию на соискание учёной степени доктора технических наук по теме «Теория синтеза многомерных линейных систем управления».
В 1967 году поступил на работу в Агрофизический НИИ и в течение дальнейших 45 лет остается руководителем лаборатории математического моделирования агроэкосистем. Являлся одним из основателей советской школы математической биологии, зародившейся из школ-семинаров, проводимых под руководством Н. В. Тимофеева-Ресовского и А. А. Ляпунова. Автор ряда фундаментальных работ по использованию математических методов в теоретической биологии и экологии, динамике популяций и математической генетике.
С середины 1970-х годов интересы Полуэктова и возглавляемой им лаборатории сместились в сторону развития теории математического моделирования продукционного процесса сельскохозяйственных растений. Он принимал активное участие в разработке концепции программирования урожаев, во многом предвосхитившей принципы точного и устойчивого земледелия. За 35 лет под его руководством создано несколько поколений компьютерных динамических моделей агроэкосистемы, подготовлено восемь докторов и почти пятьдесят кандидатов наук.
Р. А. Полуэктов упомянут в числе ученых, внесших определяющий вклад в науку, в международной энциклопедии «Who’s who in science in engineering». Указом Президента Российской Федерации от 13 марта 2002 года за № 277 ему присвоено звание Заслуженный деятель науки Российской Федерации.

## Основные работы
- Катковник В. Л., Полуэктов Р. А. Многомерные дискретные системы управления. — Москва: Наука, 1966.
- Гимельфарб А. А., Гинзбург Л. Р., Полуэктов Р. А., Пых Ю. А., Ратнер В. А. Динамическая теория биологических популяций. — Москва: Наука, 1974.
- Полуэктов Р. А., Пых Ю. А., Швытов И. А. Динамические модели экологических систем. — Ленинград: Наука, 1980.
- Полуэктов Р. А., Романцев В. В., Козлов О. С. Моделирование систем и автоматизация машинного эксперимента. — Л.: Изд-во ЛЭТИ, 1982. — 64 с.
- Бондаренко Н. Ф., Жуковский Е. Е., Мушкин И. Г., Полуэктов Р. А. Моделирование продуктивности агроэкосистем. — Ленинград: Гидрометеоиздат, 1982.
- Полуэктов Р. А., Вол И. А., Заславский Б. Г. и др. Имитационная модель развития агроценоза. — М.: Изд-во ВНИИСИ, 1984. — 83 с.
- Заславский Б. Г., Полуэктов Р. А. Управление экологическими системами. — Москва: Наука, 1988.
- Полуэктов Р. А. Динамические модели агроэкосистемы. — Ленинград: Гидрометеоиздат, 1991.
- Полуэктов Р. А., Кузнецов М. Я., Василенко Г. В. Моделирование водного обмена в агроэкосистемах. — СПб.: Изд-во СПбГТУ, 1996. — 52 с.
- Полуэктов Р. А., Опарина И. В., Семенова Н. Н., Терлеев В. В. Моделирование почвенных процессов в агроэкосистемах. — СПб.: Изд-во СПбГУ, 2002. — 148 с.
- Полуэктов Р. А., Смоляр Э. И., Терлеев В. В., Топаж А. Г. Модели продукционного процесса сельскохозяйственных культур. — СПб.: Изд‑во С.- Петерб. ун-та, 2006.